# The Soulful Moods of Marvin Gaye
The Soulful Moods of Marvin Gaye est le premier album studio complet du chanteur américain Marvin Gaye, sorti en 1961. Il est le deuxième album produit par Motown après l'album Hi... We're The Miracles du groupe The Miracles.

## Liste des titres
| Vinyle / CD | Vinyle / CD                                 | Vinyle / CD                    | Vinyle / CD | Vinyle / CD | Vinyle / CD | Vinyle / CD | Vinyle / CD | Vinyle / CD | Vinyle / CD |
| No          | Titre                                       | Auteur                         | Durée       |             |             |             |             |             |             |
| ----------- | ------------------------------------------- | ------------------------------ | ----------- | ----------- | ----------- | ----------- | ----------- | ----------- | ----------- |
| 1.          | (I'm Afraid) The Masquerade Is Over         | Herbert Magidson, Allie Wrubel | 5:08        |             |             |             |             |             |             |
| 2.          | My Funny Valentine                          | Richard Rodgers, Lorenz Hart   | 3:26        |             |             |             |             |             |             |
| 3.          | Witchcraft                                  | Cy Coleman, Carolyn Leigh      | 2:22        |             |             |             |             |             |             |
| 4.          | Easy Living                                 | Ralph Rainger, Leo Robin       | 3:05        |             |             |             |             |             |             |
| 5.          | How Deep Is The Ocean (How High Is The Sky) | Irving Berlin                  | 3:08        |             |             |             |             |             |             |
| 6.          | Love For Sale                               | Cole Porter                    | 2:54        |             |             |             |             |             |             |
| 7.          | Always                                      | Irving Berlin                  | 2:58        |             |             |             |             |             |             |
| 8.          | How High the Moon                           | Nancy Hamilton, Morgan Lewis   | 2:28        |             |             |             |             |             |             |
| 9.          | Let Your Conscience Be Your Guide           | Berry Gordy                    | 3:01        |             |             |             |             |             |             |
| 10.         | Never Let You Go                            | Harvey Fuqua, Anna Gordy       | 2:41        |             |             |             |             |             |             |
| 11.         | You Don't Know What Love Is                 | Gene DePaul, Don Raye          | 3:53        |             |             |             |             |             |             |
| 33:04       |                                             |                                |             |             |             |             |             |             |             |

## Versions
- The Soulful Moods Of Marvin Gaye (LP, Album, Mono)
  - Label : Tamla (Motown)
  - Numéro : TM-221 (États-Unis ; 1961)
- The Soulful Moods Of Marvin Gaye (LP, Album, RE)
  - Label : Natural Resources
  - Numéro : NR 4007 T1 (États-Unis ; 1978)
- The Soulful Moods Of Marvin Gaye' (CD, Album, RE, RM)
  - Label : Motown
  - Numéro : 314 530 370-2 (États-Unis  ; 1994)
- The Soulful Moods Of Marvin Gaye (CD, Album, RE)
  - Label : Hallmark Music & Entertainment
  - Numéro : 711482 (Royaume-Uni; 2012)
- The Soulful Moods Of Marvin Gaye (LP, Album, Mono)
  - Label : Tamla (Motown), Rumble Records (10)
  - Numéro : TM-221, rum2011046 (États-Unis ; 2013)
- The Soulful Moods Of Marvin Gaye (LP)
  - Label : Wax Records (4)
  - Numéro : 771896 (France ; 2014)